# Muro Lucano
Muro Lucano är en stad och kommun i provinsen Potenza i regionen Basilicata i södra Italien. Kommunen hade 5 344 invånare (2017).
och gränsar till kommunerna Balvano, Bella, Castelgrande, Colliano, Laviano, Ricigliano, San Fele, San Gregorio Magno.